# Площадь Бехтерева
Площадь Бе́хтерева — площадь в Невском районе Санкт-Петербурга на пересечении улиц Седова, Бехтерева и 2-й Луч.

## Наименование
Название площадь Бехтерева существует с 1960-х годов, дано по улице Бехтерева, примыкающей к площади с востока.

## Достопримечательности

### Психоневрологический институт имени В.М. Бехтерева(улица Бехтерева, дом 3)
Психоневрологический институт имени В.М. Бехтерева. Здание клиники для эпилептиков. Здание построено в 1907-1912 годах по проекту архитектора Р.Ф. Мельцера и гражданского инженера С.С. Корвин-Круковского.

### Здание Педологического института (улица Седова, дом 14)
Комплекс зданий Психоневрологического института. Здание Педологического института. Корпус построен в 1910-1913 годах по проекту архитектора Р.Ф. Мельцера. Сейчас здание не имеет отношения к НИИ Бехтерева, здесь размещается СПб ГКУ центр комплексного благоустройства.

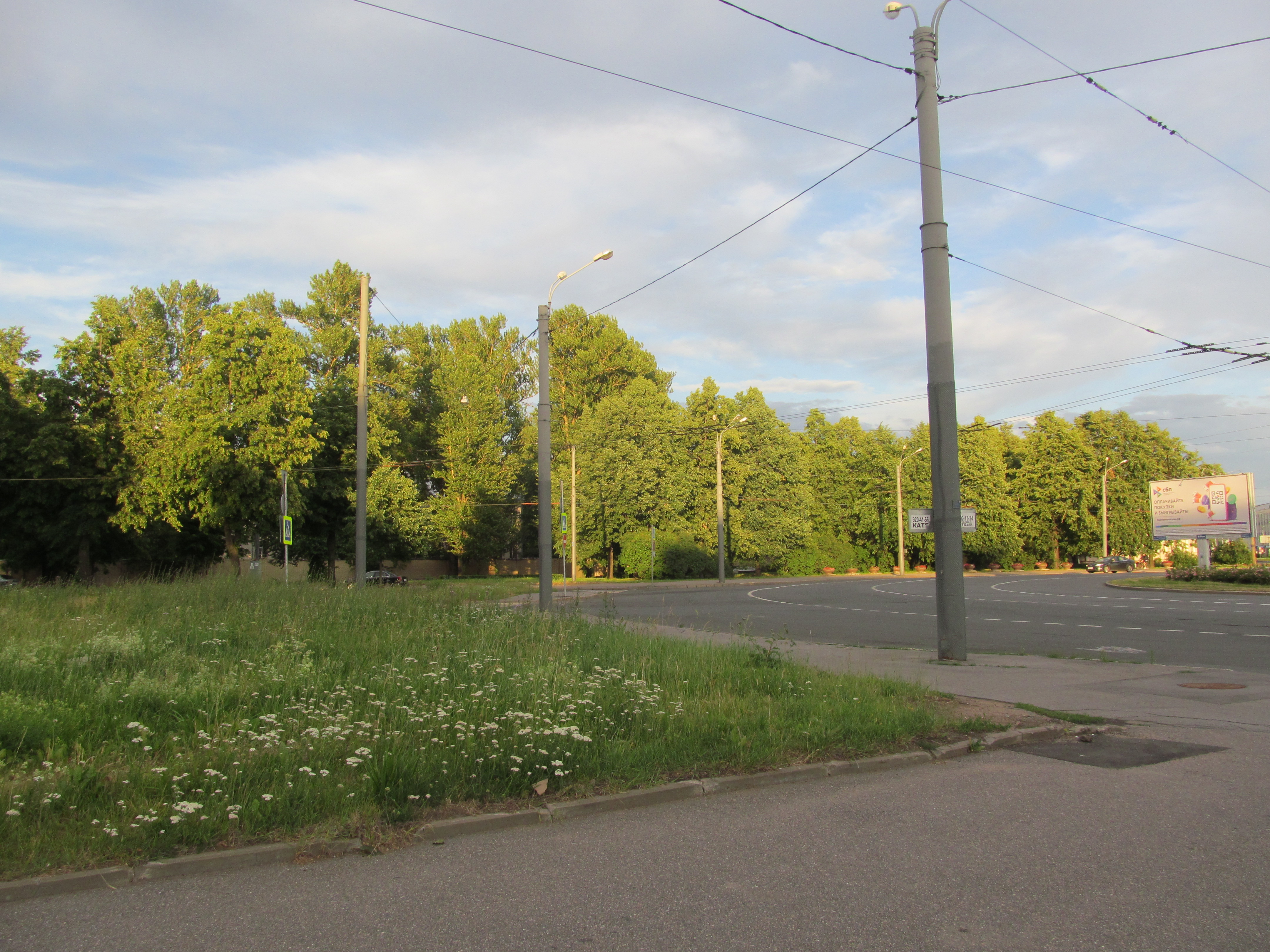
Площадь Бехтерева - вид с улицы 2-й Луч (в сторону улицы Бехтерева

### Завод турбинных лопаток(улица Седова, дом 11)
Завод турбинных лопаток. Административный корпус или Торгово-офисный центр «Эврика». Здание построено в 1983 году, реконструировано в 2002 году. Первые три этажа, где расположен торговый центр, получили панорамное остекление. Семь верхних этажей здания занимает бизнес-центр.

### Бизнес центр Т4 (улица Седова, дом 12)
Бизнес центр Т4 построен в 2004-2005 годах по проекту архитекторов Д.А. Лагутина, В.В. Иванова, К.А Рогожкина. Фасад, выполненный в стиле хай-тек, построен на сочетании прямолинейных форм и контрастных цветов, дополнен выразительной входной группой.

## Транспорт
Ближайшие станции метро к площади Бехтерева:  «Площадь Александра Невского» (пешком до площади 3,1 км),  «Елизаровская» (1,8 км).
На площади есть остановка общественного транспорта «Площадь Бехтерева»: автобус 8, 31, 58, 253, троллейбус 14, 16.